# Uppsala-Näs kyrka
Uppsala-Näs kyrka är en kyrkobyggnad i Övernäs i Uppsala stift. Kyrkan hör till Uppsala-Näs församling och är relativt lågt belägen vid Näsviken i Mälaren. Näs gård donerades till Uppsala domkyrka vid slutet av 1200-talet, vilket har satt sin prägel på kyrkan. Norr om kyrkan, på en skogklädd höjd, står klockstapeln. Väster om kyrkan finns klockargården med ett äldre bostadshus.

## Tidigare kyrkobyggnad
På kyrkogården står en fristående sakristia som är uppförd av gråsten och tegel. Troligen byggdes sakristian någon gång från mitten av 1200-talet till slutet av 1300-talet. Sakristian härstammar från en äldre kyrka, planerad att byggas i sten. Av någon anledning valde man istället att bygga en kyrka av trä. Grunden från denna träkyrka frilades delvis vid en arkeologisk undersökning utförd 1991.
I Finland finns flera fristående stensakristior från medeltiden. I Sverige finns bara en, nämligen den i Uppsala-Näs.

## Nuvarande kyrkobyggnad
Under senmedeltiden, på 1400-talet, uppfördes nuvarande kyrkobyggnad, något högre upp på kyrkogården. Grundförhållandena där var bättre än den på den tidigare kyrkplatsen. Vid slutet av medeltiden, troligen i början av 1500-talet, försågs kyrkorummet med takvalv. Under 1500-talet eller 1600-talet tillkom en sakristia vid norra sidan. Från begynnelsen fanns ett vapenhus av trä framför sydportalen. Ett nytt vapenhus av sten uppfördes 1666 men revs 1843. Nuvarande vapenhus inrymdes under orgelläktaren vid kyrkorummets västra sida. Kyrkan putsades 1843 och hade innan dess ett synligt murverk av gråsten. 1941 genomgick interiören en restaurering då en fast bänkinredning tillkom. 2005 - 2007 genomgick kyrkan en ombyggnad. Under kyrkans golv fanns stora håligheter och golvet hade börjat sjunka. Håligheterna fylldes ut med lättbetong. Man bytte ut kalkstensgolvet mot ett golv av tegel samt installerade golvvärme. Den fasta bänkinredningen byttes ut mot flyttbara bänkar.
Kyrkan är byggd av gråsten med tegel i gavelrösten och fönsteromfattningar. Långhuset har en rektangulär planform. Vid östra kortsidan finns ett rakt avslutat kor med samma bredd som långhuset. Kyrkans sadeltak är belagt med falsad plåt. Kyrkorummet är indelat i tre travéer. Korets travé och långhusets östra travé har båda stjärnvalv medan långhusets västra travé har ett ribbvalv. Kyrkorummet har aldrig haft några målningar. Väst- och sydsidans fönster har ursprunglig storlek. Kraftiga järnband är spända runt hela kyrkan för att förhindra sprickbildning. En långsmal sakristia är vidbyggd på den norra sidan. Sakristian har ett pulpettak täckt med falsad plåt. Dess innertak har tunnvalv.

## Inventarier
- Dopfunten från omkring år 1200 är kyrkans äldsta inventarium. Dess släta cuppa har en målad marmorering från 1665. Dopfunten står på ett nytillverkat tegelfundament under läktaren.
- Predikstolen från 1600-talet försågs 1780 med ljudtak då den flyttades till sin nuvarande plats vid norra väggen.
- Nuvarande orgel tillkom 1859 och har genomgått flera ombyggnader.
- Altarskåpet är från mitten av 1400-talet.
- En madonnabild av tysk härkomst är från 1430-talet.
- I klockstapeln som står på en liten höjd utanför kyrkan hänger två kyrkklockor med slagtonerna (från stora till lilla) fiss1 och giss1.

## Bildgalleri

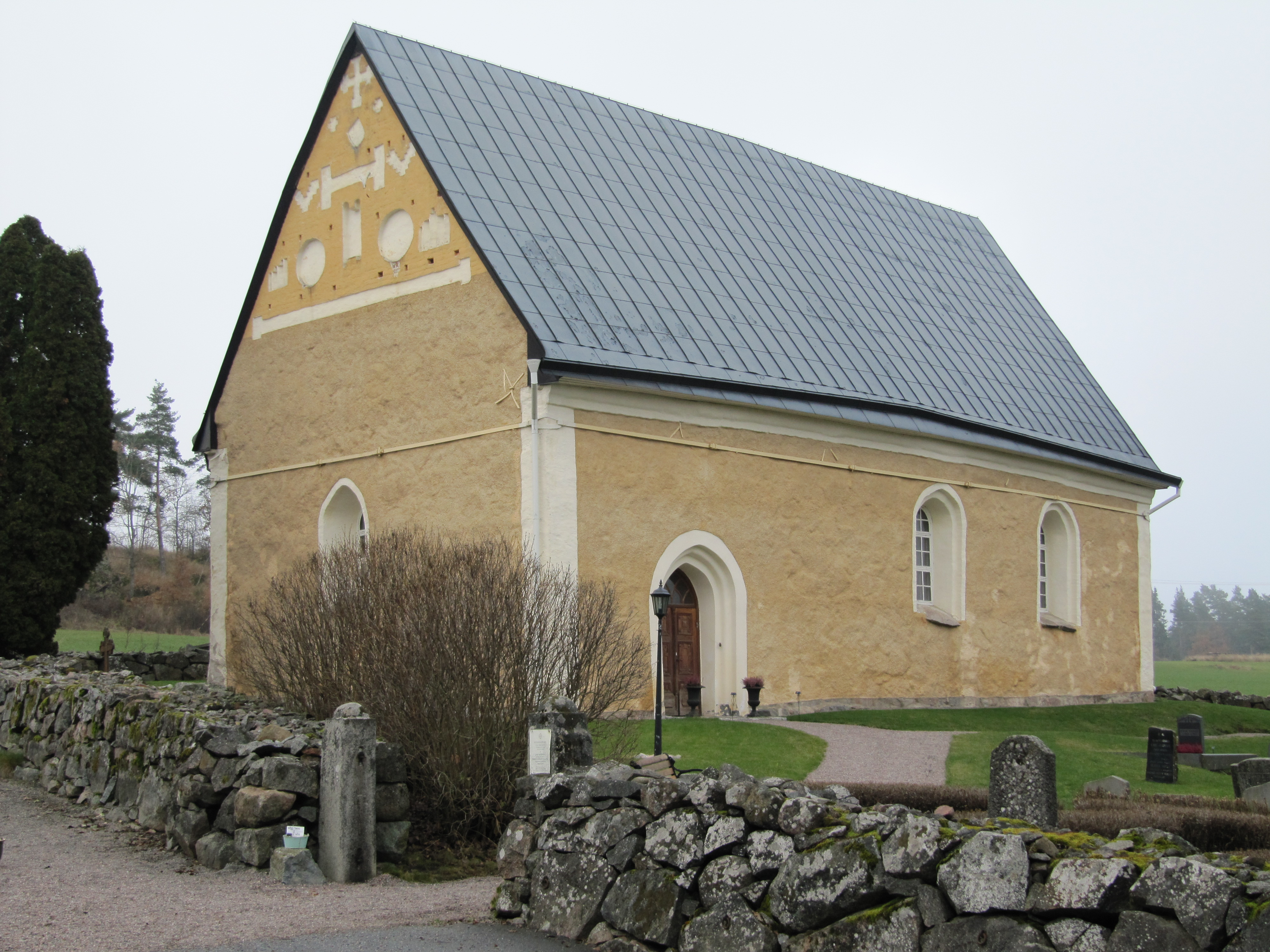
Närmare bild på kyrkan
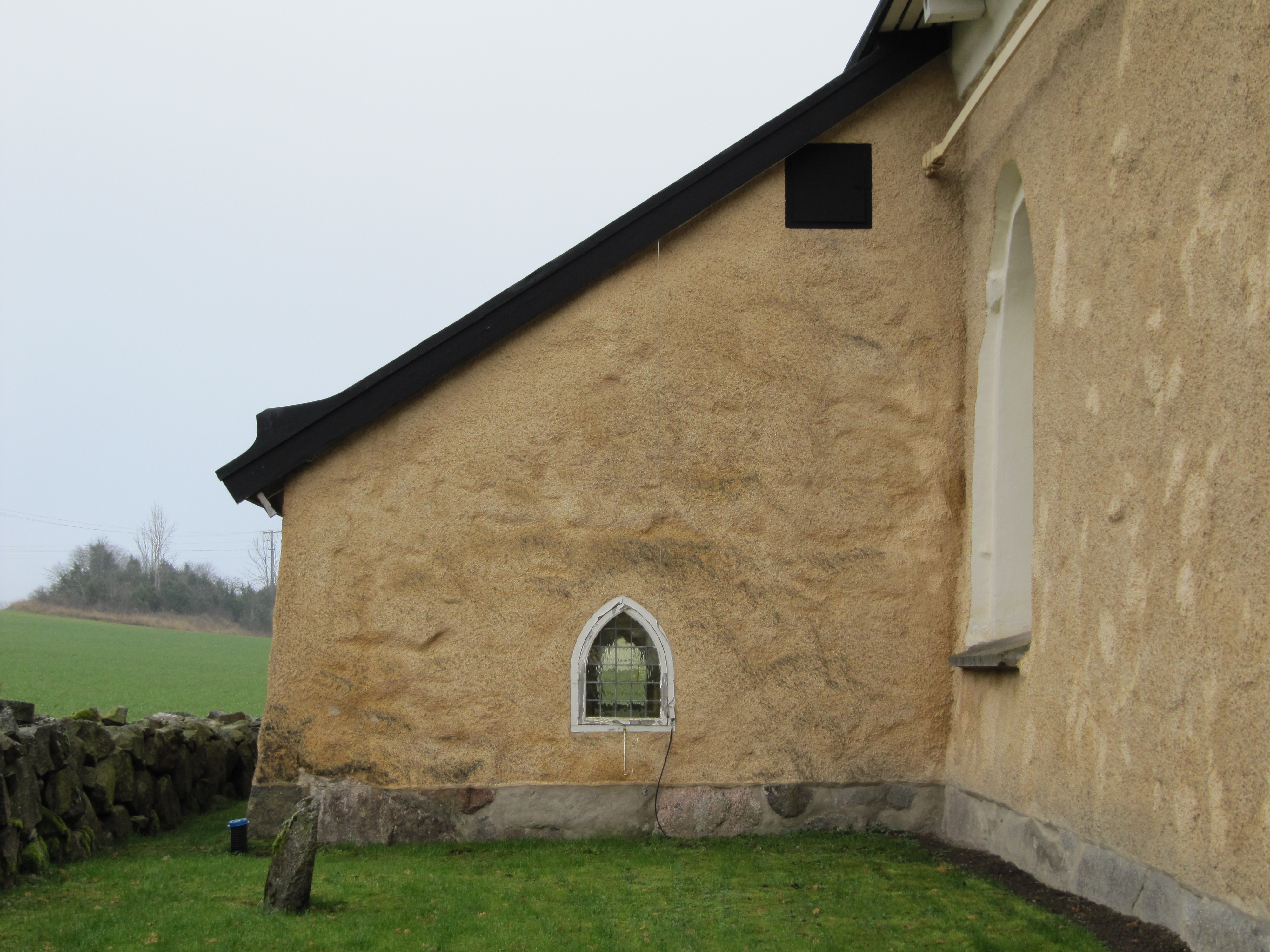
Kyrkans sakristia
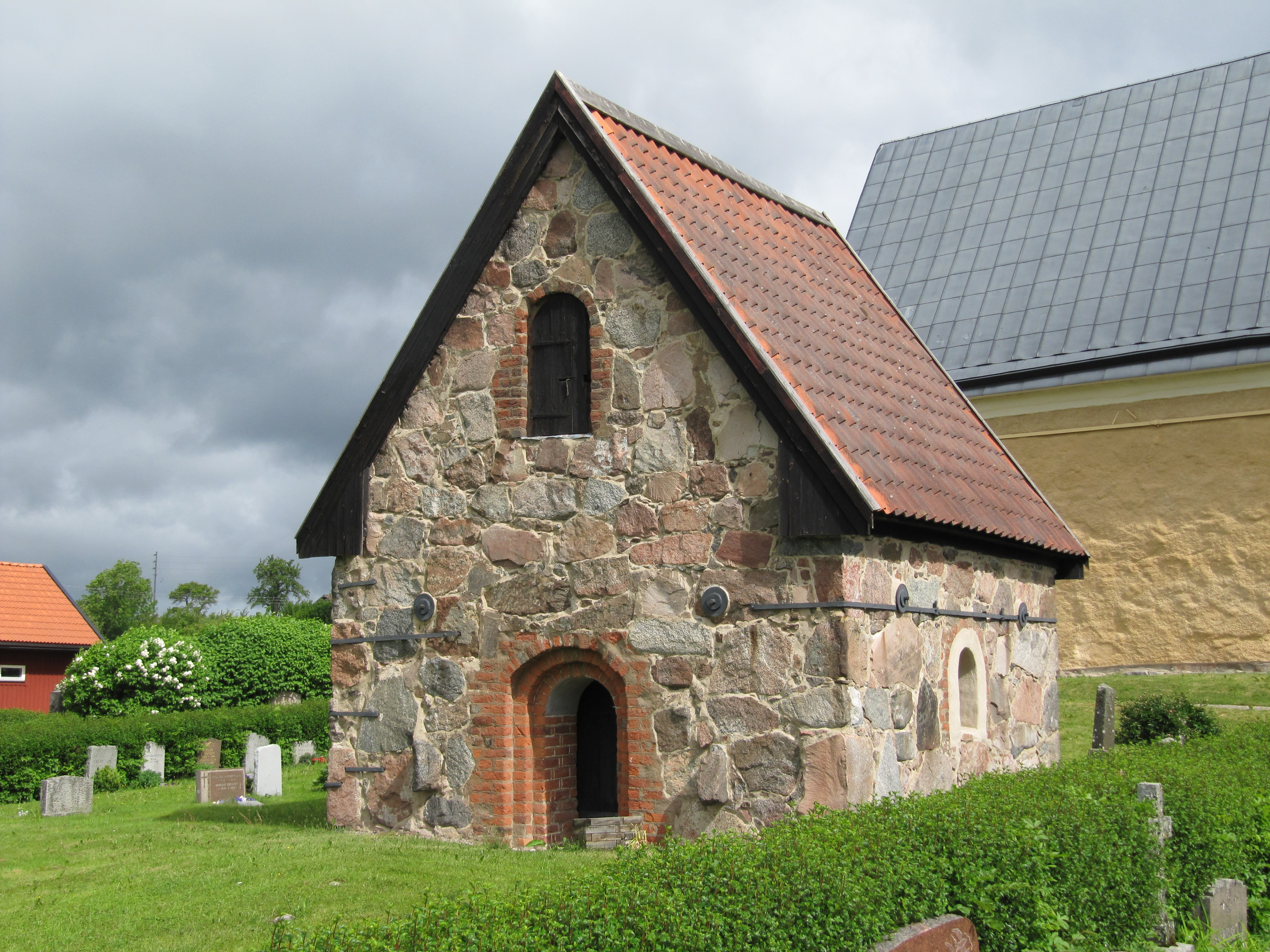
Fristående sakristia på kyrkogården
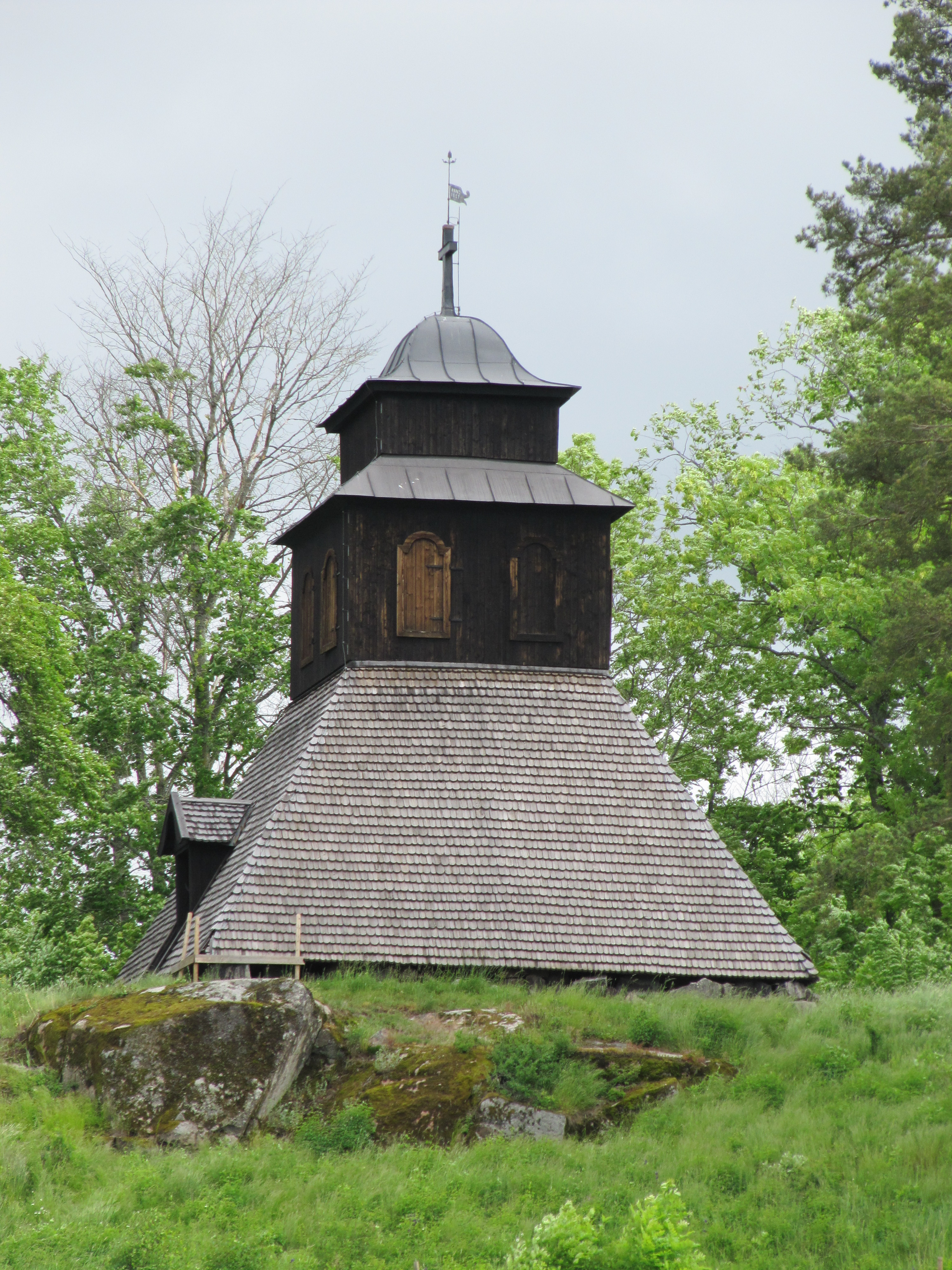
Klockstapel
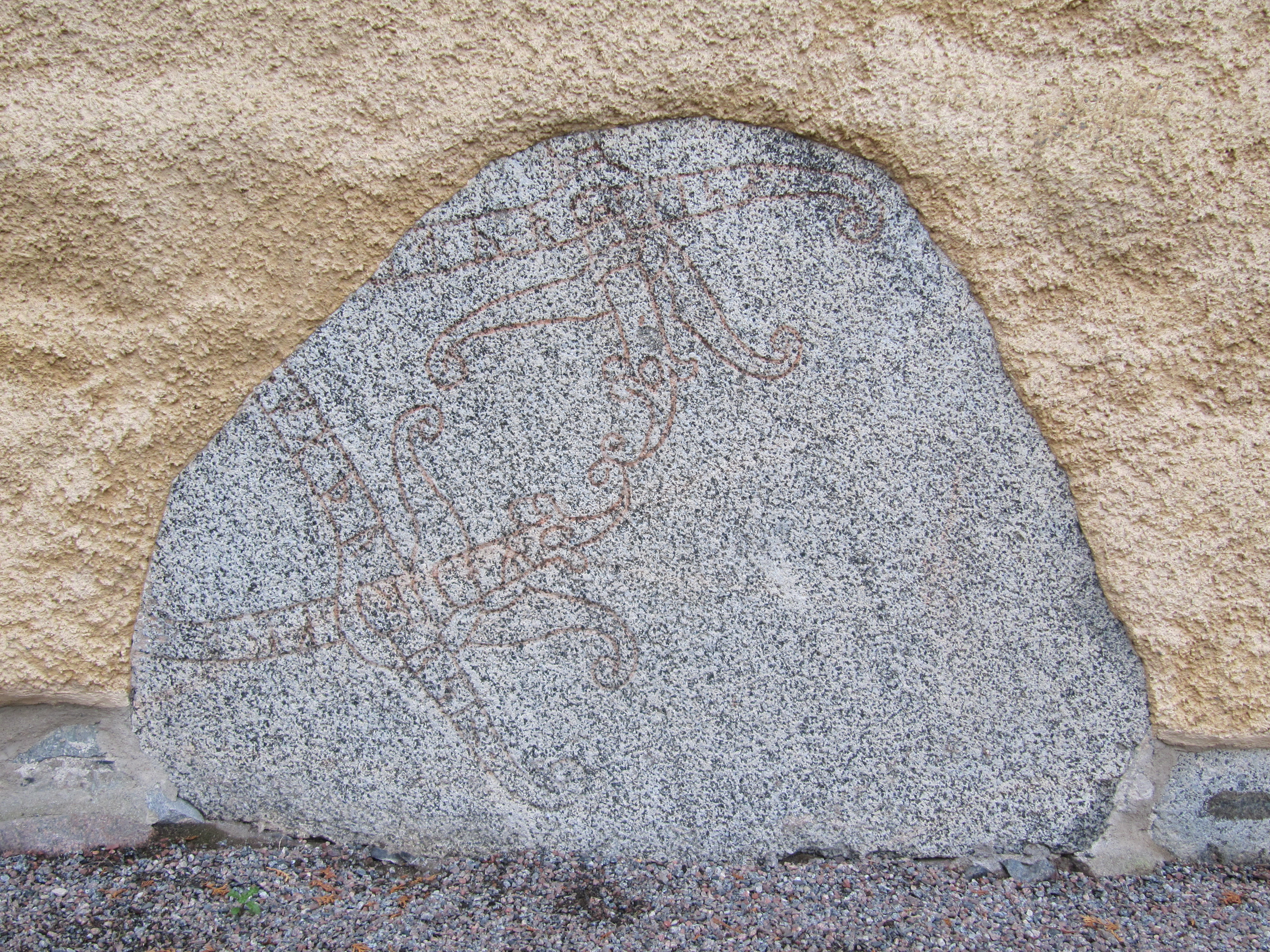
Runstenen U 891 i västra gaveln
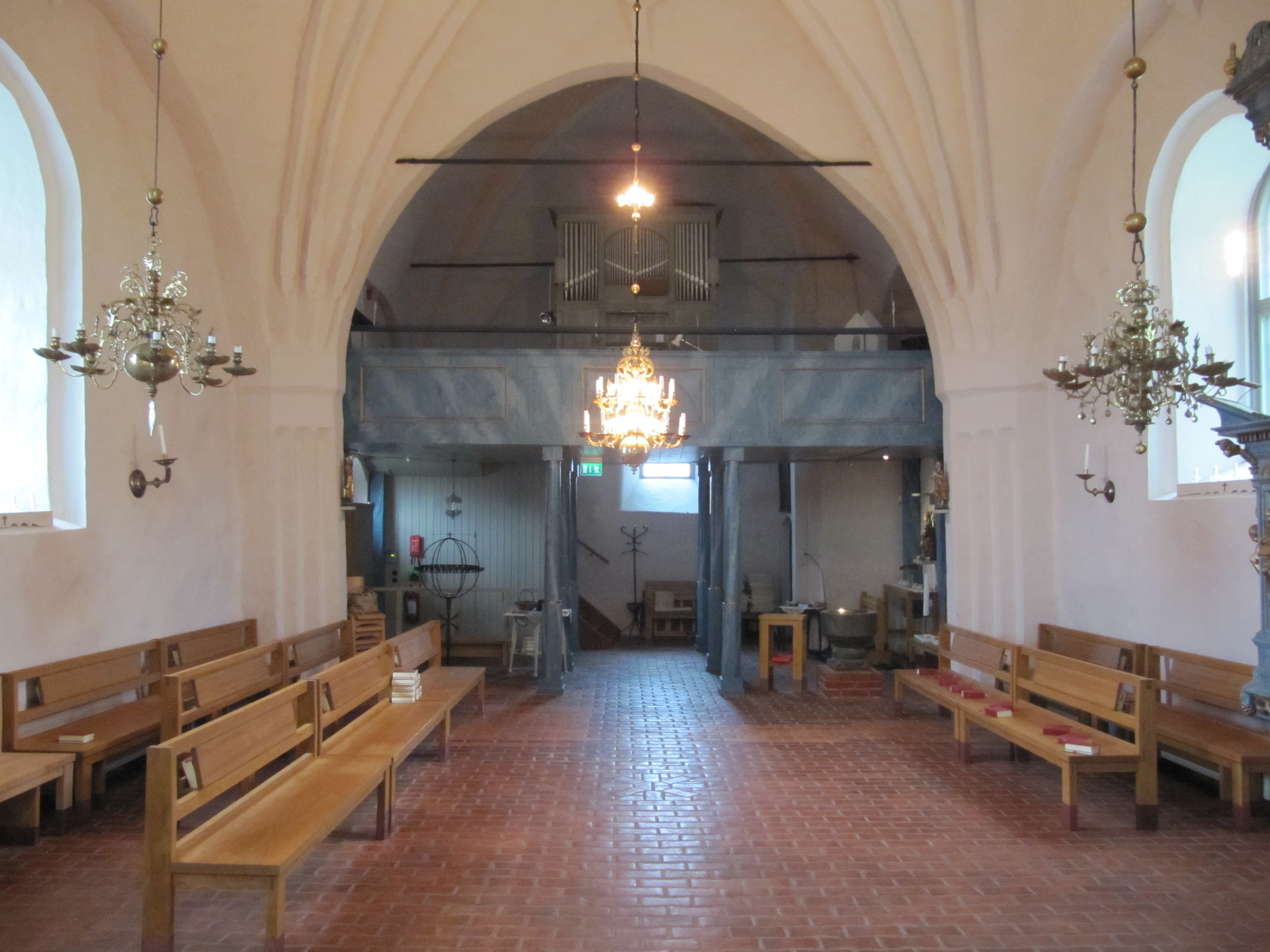
Kyrkorum mot väster
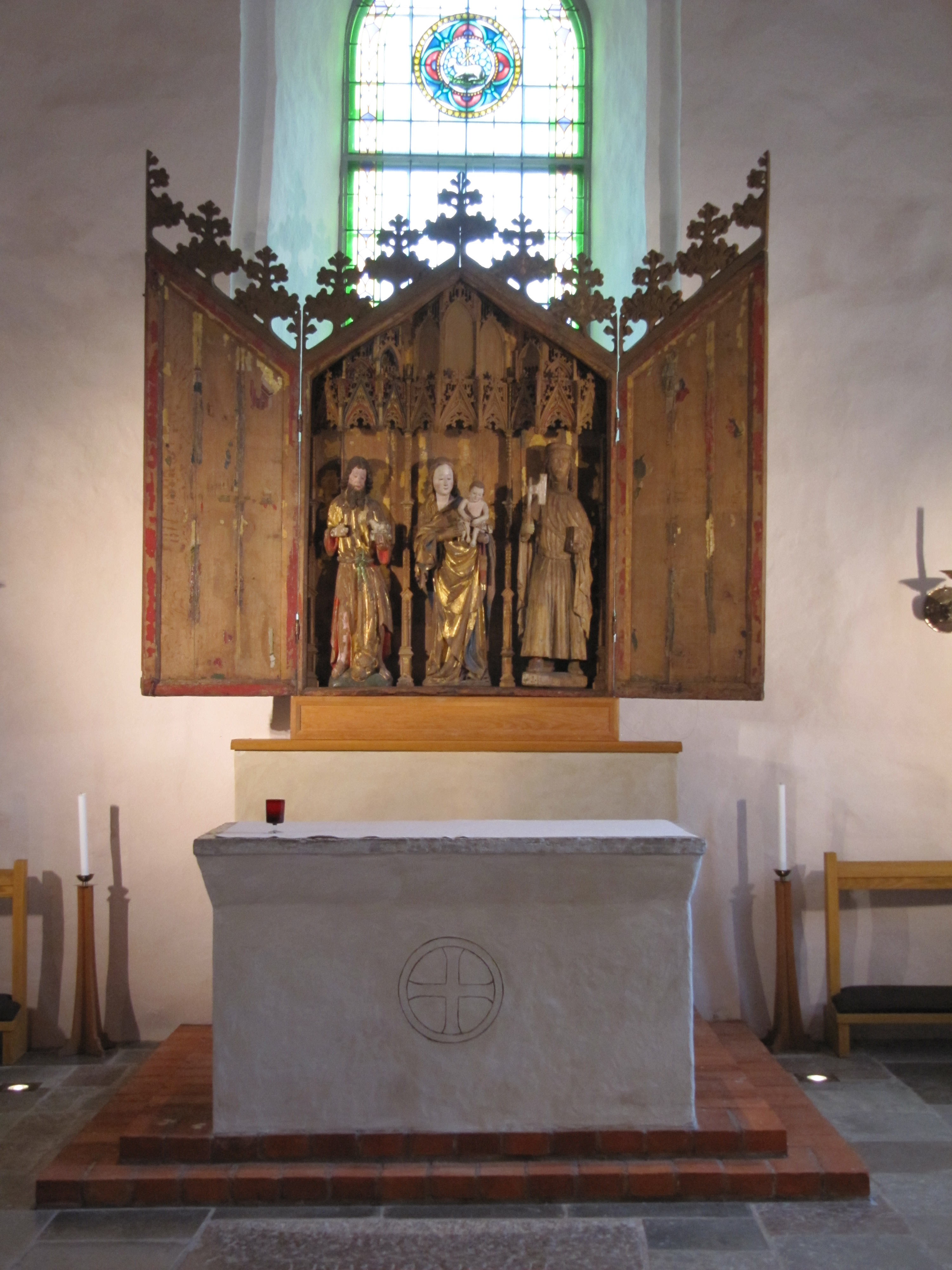
Altaruppsats
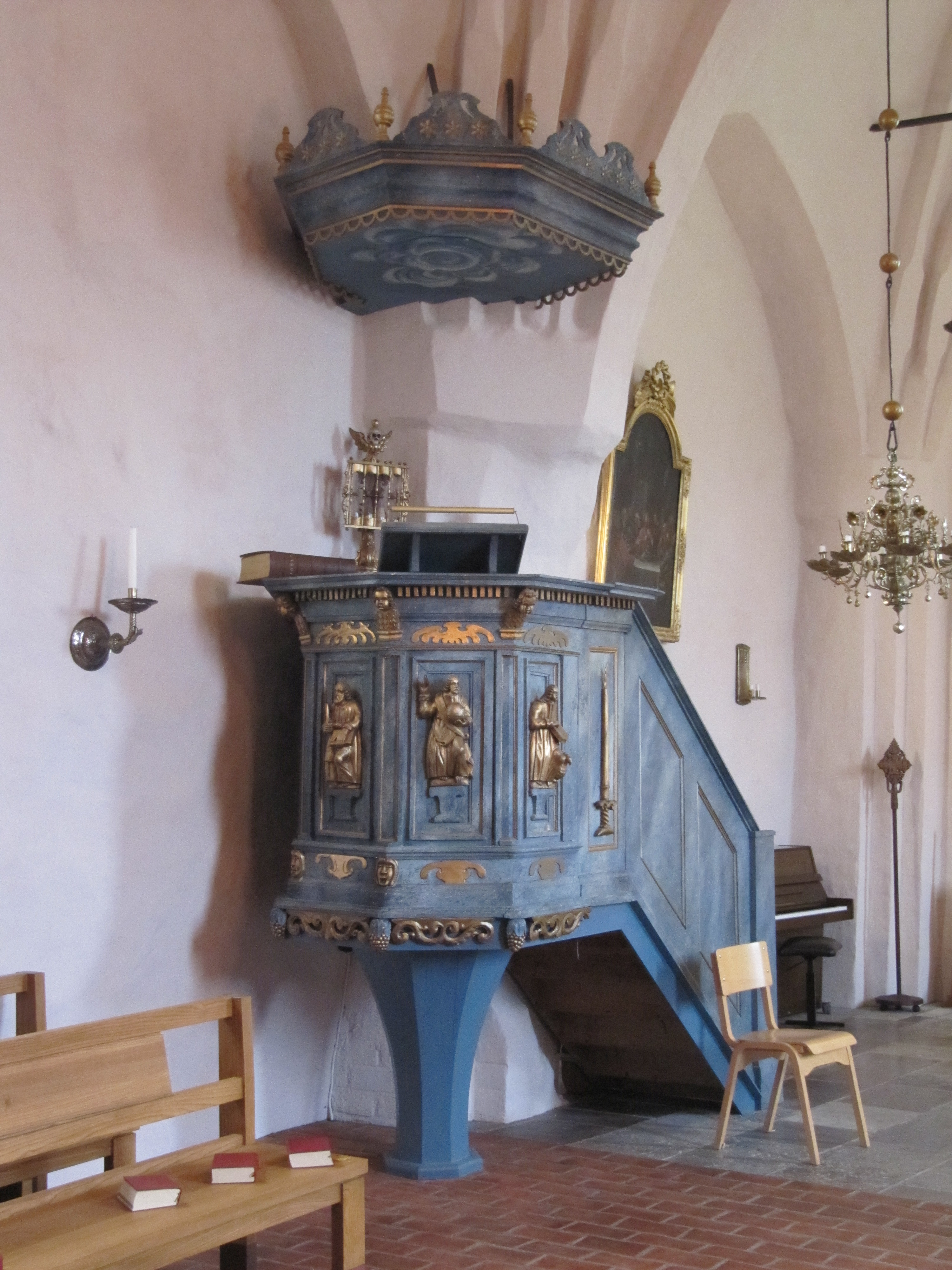
Predikstol
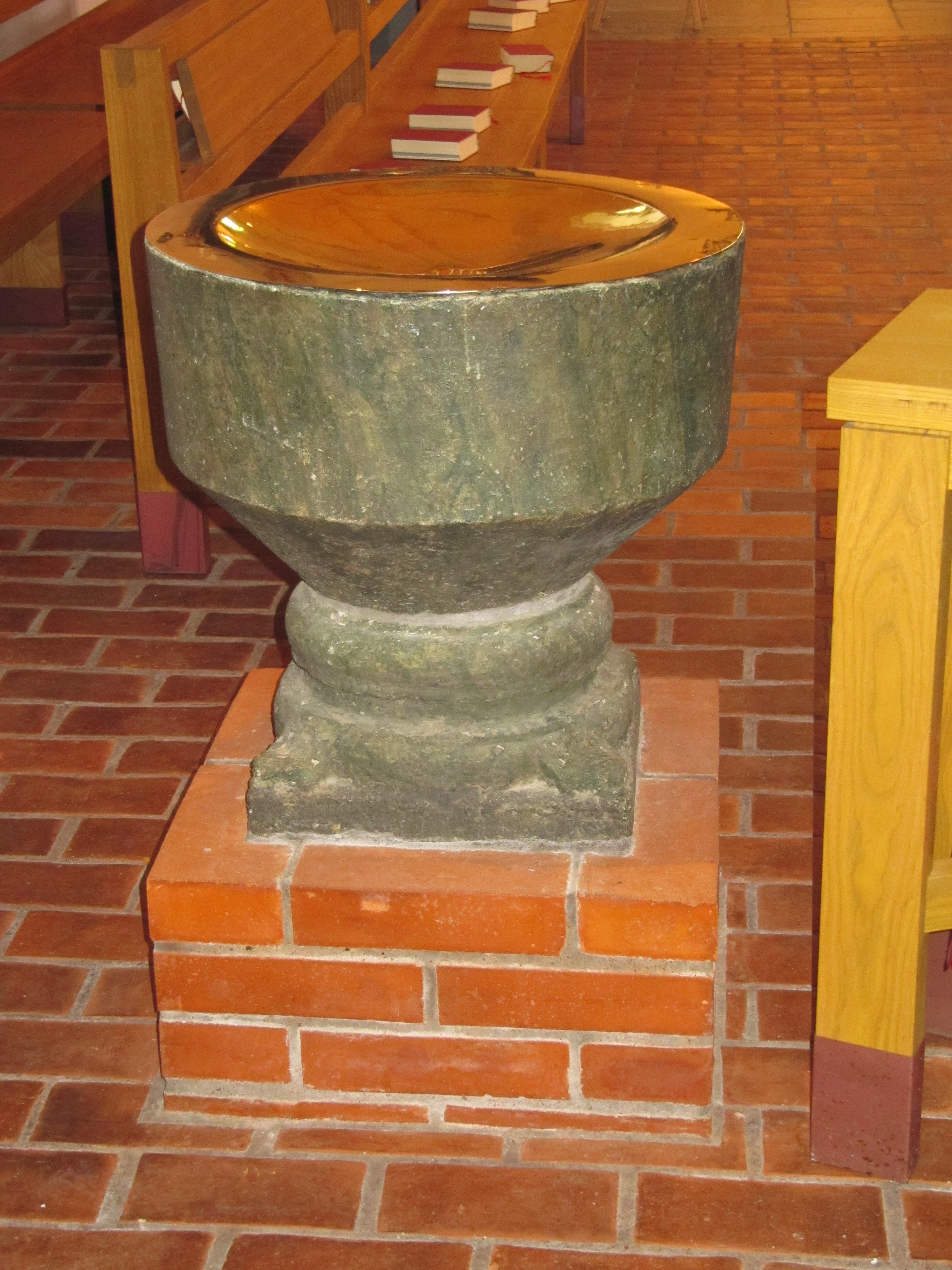
Dopfunt

### Webbkällor
- Upplandia.se - En site om Uppland
- Johan Dellbeck: Uppsala-Näs kyrka, 2007-11-19, Upplandsmuseet
- Bent Syse: Uppsala-Näs kyrka Utvändiga schaktningsarbeten i samband med ombyggnation i Uppsala-Näs kyrka, Upplandsmuseet rapport 2007:14